# Tarczyn
Tarczyn ist eine Stadt im Powiat Piaseczyński der Woiwodschaft Masowien in Polen. Sie ist Sitz der gleichnamigen Stadt-und-Land-Gemeinde mit 11.594 Einwohnern (Stand 31. Dezember 2020).

## Geschichte

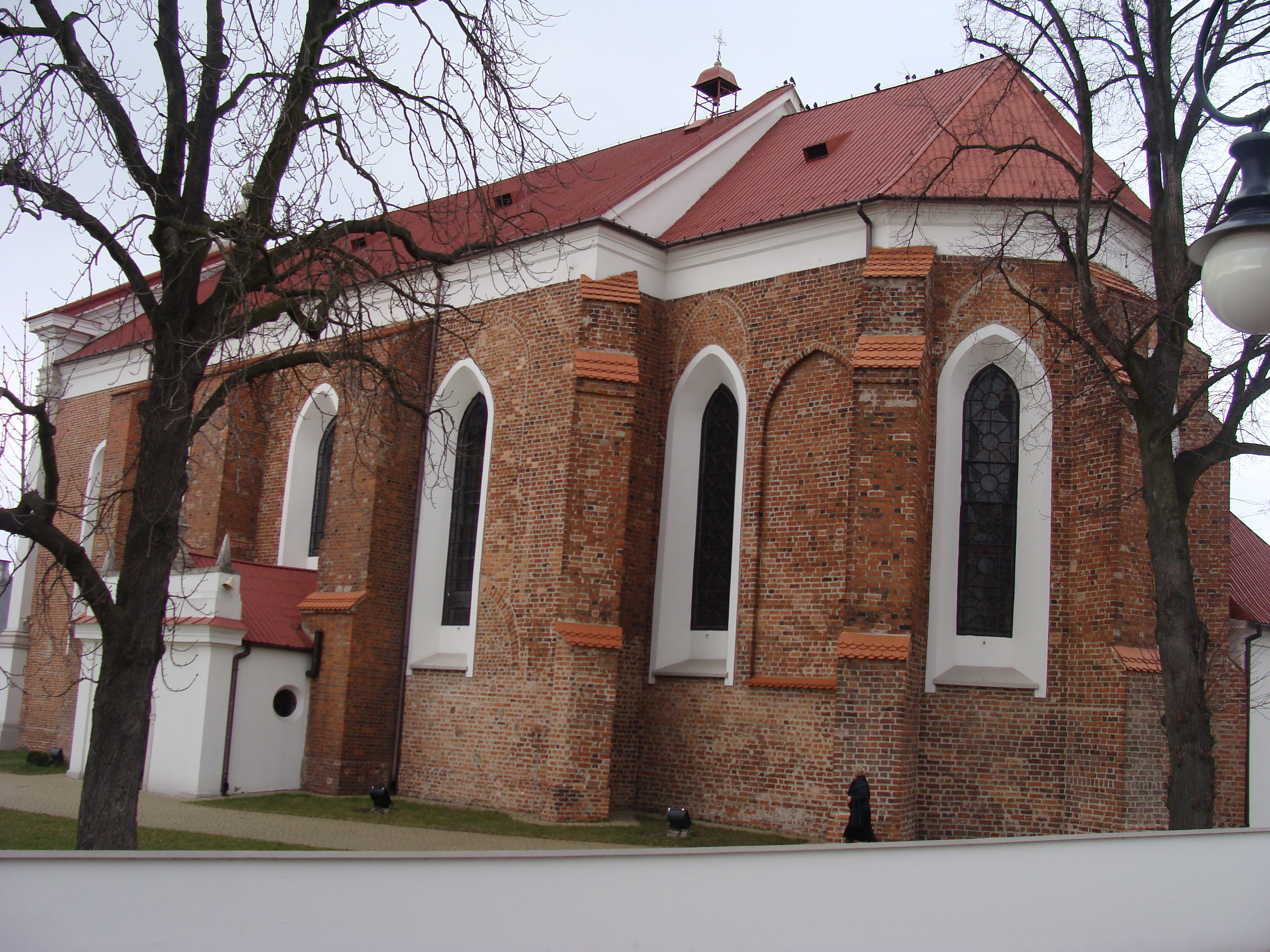
Gotische Nicolaikirche in Tarczyn, Blick auf den Chor

Zuerst erwähnt wurde Tarczyn im Jahre 1259. Die Siedlung lag an einer Kreuzung der damals wichtigen Handelswege von Radom nach Warschau, Lublin und Łowicz. 1353 wurde dem Ort das Stadtrecht nach Magdeburger Recht durch Kasimir I. erteilt. Seit dem 13. Jahrhundert ist Tarczyn auch als Marktplatz nachweisbar. Im 15. Jahrhundert hatte Tarczyn bereits zwei Kirchen, St. Nikolai und die Dorotheenkirche. Tarczyn verlor im 17. Jahrhundert, nach einer kurzen wirtschaftlichen Blüte, durch Kriege mit Schweden und anderen Nachbarn, die meisten seiner Einwohner. Nur etwa 200 Menschen hatte die Stadt gegen Ende der Kämpfe. Ein weiterer Rückschlag war der Stadtbrand von 1704. Nach einigen Jahren der brandenburgischen Herrschaft übernahm wieder die polnischen Krone das Gebiet. Die Stadt begann sich zu erholen. Im 19. Jahrhundert gab es, wie in ganz Polen, auch in Tarczyn Aufstände gegen die russischen Besatzer. Nach dem Zweiten Weltkrieg musste die Stadt wieder aufgebaut werden. Wichtiger Wirtschaftszweig ist heute die Obst- und Gemüseverarbeitung.

## Gemeinde
Zur Stadt-und-Land-Gemeinde (gmina miejsko-wiejska) Tarczyn gehören die Stadt selbst und eine Reihe von Dörfern mit Schulzenämtern.

## Verkehr
Der südlich der Stadt gelegene Bahnhof Tarczyn liegt an der nur noch im Güterverkehr betriebenen Bahnstrecke Skierniewice–Łuków.
Die Schmalspurbahn Warszawa–Nowe Miasto nad Pilicą, deren Bahnhof östlich der Stadt liegt, wird Richtung Norden, Richtung Piaseczno, noch im Museumsverkehr betrieben, Richtung Süden, Richtung Grójec, ist die Strecke hingegen stillgelegt.